# Adam Smith (fotbollsspelare)
Adam Smith, född 29 april 1991 i Leytonstone, London, är en engelsk fotbollsspelare som spelar för AFC Bournemouth. 

## Karriär

### Klubblag
Smith är en produkt av Tottenham Hotspurs ungdomsakademi men slog sig aldrig in i klubbens A-lag. Istället lånades han under flera säsonger ut till klubbar som Milton Keynes Dons FC, Millwall FC, AFC Bournemouth, Leeds United och Derby County FC. Den 28 januari 2014 stod det klart att Smith lämnar Tottenham för en permanent flytt till Bournemouth.

### Landslag
Smith har spelat matcher för Englands U21-landslag och ingick i truppen till Europamästerskapet i fotboll 2012.